# Terza declinazione latina
La terza declinazione latina è quella che contiene il maggior numero di sostantivi, di genere maschile, femminile, o neutro. Sono declinati seguendo questo modello gli aggettivi della seconda classe. Questa declinazione contiene nomi sia dal tema consonantico (gli unici della lingua latina), sia dotati della vocale tematica -i-, ma accomunati tra loro dalla desinenza -is del genitivo singolare.

## Le desinenze
| Casi       | Singolare          | Plurale  |
| ---------- | ------------------ | -------- |
| Nominativo | uscite varie       | -ēs      |
| Genitivo   | -ĭs                | -ŭm/-ĭŭm |
| Dativo     | -ī                 | -ĭbŭs    |
| Accusativo | -ĕm/-ĭm            | -ēs      |
| Vocativo   | come il nominativo | -ēs      |
| Ablativo   | -ĕ/-ī              | -ĭbŭs    |

| Casi       | Singolare          | Plurale  |
| ---------- | ------------------ | -------- |
| Nominativo | uscite varie       | -ă/-ĭă   |
| Genitivo   | -ĭs                | -ŭm/-ĭŭm |
| Dativo     | -ī                 | -ĭbŭs    |
| Accusativo | come il nominativo | -ă/-ĭă   |
| Vocativo   | come il nominativo | -ă/-ĭă   |
| Ablativo   | -ĕ/-ī              | -ĭbŭs    |

## I gruppi
Avendo temi molto eterogenei tra di loro, una prassi abbastanza diffusa (ma non da tutti accettata) suggerisce la suddivisione dei sostantivi della terza declinazione in gruppi, in modo da poterli classificare in maniera migliore a seconda delle uscite del genitivo plurale, ablativo singolare, dei casi retti (nominativo, accusativo e vocativo) del neutro plurale e dell'accusativo maschile e femminile singolare.
Questa particolare situazione è determinata dal fatto che la terza declinazione, al contrario delle altre, comprende due categorie di sostantivi: quelli dal tema in consonante e quelli dal tema in -i-, le cui rispettive desinenze e terminazioni sono, con il tempo, diventate in parte identiche. Questi sostantivi presentano, al maschile e al femminile, un nominativo singolare di tipo sigmatico, ossia formato mediante la desinenza -s (il nominativo singolare del neutro, invece, non presenta alcuna desinenza); nel caso dei nomi in consonante questo accostamento fa sì che il nominativo abbia una sillaba in meno rispetto agli altri casi della declinazione e che si possa verificare, a seconda della consonante coinvolta, un mutamento fonetico.
- 1º gruppo: 
  - è composto da sostantivi maschili, femminili e neutri, con una sola consonante prima dell'uscita del genitivo singolare. Le desinenze tipiche del 1º gruppo sono:
    - –e all'ablativo singolare.
    - –em all'accusativo singolare maschile e femminile.
    - –um al genitivo plurale.
    - –a nei casi diretti del neutro plurale.
- 3º gruppo:
  - è composto da sostantivi tutti neutri che al nominativo singolare escono in -al, -ar o -e. Le desinenze tipiche del gruppo sono:
    - –i all'ablativo singolare.
    - –ium al genitivo plurale.
    - –ia nei casi retti del neutro plurale.

## Gruppo con tema in consonante e particolarità
Tutti questi sostantivi hanno il tema in consonante e possono avere il nominativo/vocativo singolare uguale al puro tema o sigmatico, ovvero costituito dalla desinenza -s, il cui incontro con la consonante tematica può causare variazioni fonetiche (apofonie o alterazioni della consonante) nel tema stesso, che va quindi ottenuto togliendo la desinenza -is al genitivo singolare.
Nello specifico, i temi di questi sostantivi si dividono nei seguenti 6 gruppi, tutti interessati da mutamenti fonetici:
- Temi in labiale

Sono temi terminanti con una consonante labiale, ovvero p o b. 
Tutti maschili e femminili, sono sigmatici, perciò al nominativo singolare aggiungono una s al puro tema. 
Talvolta subiscono un'apofonia consistente nella trasformazione di e in ĭ.
- Temi in gutturale

Maschili e femminili, il loro tema termina con una consonante gutturale, ovvero c o g. 
Anch'essi hanno il nominativo sigmatico, ma la consonante tematica si fonde con la terminazione s, originando la consonante doppia x.
Subiscono la stessa apofonia dei nomi in labiale.
- Temi in dentale

Terminano con una consonante dentale, cioè d o t.
Il nominativo dei maschili e dei femminili è sigmatico, ma presenta una particolarità: la dentale si assimila alla s per poi cadere, ricomparendo negli altri casi. 
I sostantivi neutri in dentale hanno i casi diretti singolari uguali al puro tema, ma nei nomi "lac, lactis" e "cor, cordis" la dentale cade ugualmente. 
Subiscono le stesse apofonie dei nomi in gutturale e labiale, ma il neutro caput, capĭtis trasforma in ĭ la ŭ.
- Temi in nasale

Terminanti in consonante nasale, ovvero, n, hanno il nominativo asigmatico tranne "sanguis, sanguĭnis" (di cui tuttavia esiste la forma asigmatica "sanguen, sanguĭnis"). I temi che presentano la vocale -o- prima della nasale perdono la n al nominativo singolare; i sostantivi con -e- la mantengono in tutta la flessione, ma i neutri in -en hanno la radice -ĭn- (flumen, -ĭnis).
- Temi in liquida

Il loro tema si chiude con una consonante liquida, cioè l o r, e il nominativo è asigmatico. 
- Temi in sibilante

Dal nominativo asigmatico, mantengono la consonante sibilante s solo in tale caso; in tutto il resto della flessione il fenomeno del rotacismo la trasforma in una liquida r oppure in dentale t o d, evento accompagnato da apofonie molto varie nei maschili e nei femminili, che nei neutri (ed in Venus, -ĕris, "Venere") si riducono alla trasformazione della u in e oppure o. Con la pronuncia ecclesiastica italianizzata, la u può trasformarsi in v (bos, bouis > bovis, o nix, niuis > nivis, anche se in questo secondo nome la trasformazione ha comportato anche la caduta della precedente gutturale, dovuto ad un fenomeno di troncamento e facendolo rientrare nel secondo gruppo).
In generale l'uscita del genitivo si può riassumere nella seguente tabella (che è però piuttosto indicativa: la terza declinazione contiene moltissime particolarità):
| Temi in   | Nominativo   | Genitivo                      | Esempio                              |
| --------- | ------------ | ----------------------------- | ------------------------------------ |
| labiale   | vocale+bs/ps | vocale+bis/pis                | plebs, plebis; princeps, principis   |
| gutturale | vocale+x     | vocale+cis/gis                | fax, facis; strix, strigis           |
| dentale   | vocale+s     | vocale+tis/dis                | civitas, civitātis; pes, pedis       |
| dentale   | -ut          | -ĭtis                         | caput, capĭtis                       |
| nasale    | vocale+m/n+s | vocale+m/n+is                 | hiems, hiĕmis                        |
| nasale    | -o           | -ōnis/ĭnis                    | regio, regiōnis, homo, homĭnis       |
| nasale    | -en          | -ĭnis                         | crimen, crimĭnis; sanguen, sanguĭnis |
| liquida   | vocale+l     | vocale+lis                    | sol, solis                           |
| liquida   | vocale+r     | vocale+ris                    | mulier, muliĕris                     |
| liquida   | -ur          | -ŏris                         | robur, robŏris                       |
| liquida   | -er          | -tris (vedi le particolarità) | mater, matris                        |
| sibilante | -us          | vocale breve+ris              | facinus, facinŏris; pondus, pondĕris |

La declinazione del maschile e del femminile è la seguente:
| Casi       | Singolare | Plurale    |
| ---------- | --------- | ---------- |
| Nominativo | sermo     | sermōnes   |
| Genitivo   | sermōnis  | sermonum   |
| Dativo     | sermoni   | sermonĭbus |
| Accusativo | sermonem  | sermones   |
| Vocativo   | sermo     | sermones   |
| Ablativo   | sermone   | sermonĭbus |

La declinazione dei neutri è la seguente:
| Casi       | Singolare | Plurale   |
| ---------- | --------- | --------- |
| Nominativo | nomen     | nomĭna    |
| Genitivo   | nominis   | nominum   |
| Dativo     | nomini    | nominĭbus |
| Accusativo | nomen     | nomina    |
| Vocativo   | nomen     | nomina    |
| Ablativo   | nomine    | nominĭbus |

## Gruppi con tema in -i- e particolarità
A questo gruppo il nominativo esce generalmente in questi modi:
| Nominativo     | Genitivo        | Esempio                          |
| -------------- | --------------- | -------------------------------- |
| -is            | -is             | hostis, hostis                   |
| -es            | -is             | caedes, caedis                   |
| -rs            | -rtis           | ars, artis                       |
| -nx            | -ncis/ngis      | lynx, lyncis, phalanx, phalangis |
| -ns            | -ntis           | mons, montis                     |
| -consonante+bs | -consonante+bis | urbs, urbis                      |

I nomi maschili e femminili appartenenti al 2º gruppo si declinano come urbs, urbis (la città), mentre quelli neutri come os, ossis (l'osso)
| Casi       | Singolare | plurale |
| ---------- | --------- | ------- |
| Nominativo | urbs      | urbes   |
| Genitivo   | urbis     | urbium  |
| Dativo     | urbi      | urbibus |
| Accusativo | urbem     | urbes   |
| Vocativo   | urbs      | urbes   |
| Ablativo   | urbe      | urbibus |

declinazione di urbs, urbis
| Casi       | Singolare | plurale |
| ---------- | --------- | ------- |
| Nominativo | os        | ossa    |
| Genitivo   | ossis     | ossium  |
| Dativo     | ossi      | ossibus |
| Accusativo | os        | ossa    |
| Vocativo   | os        | ossa    |
| Ablativo   | osse      | ossibus |

declinazione di os, ossis

### Neutri con il nominativo plurale in -ia
I nomi appartenenti a questo gruppo sono tutti neutri. Il nominativo può uscire nei seguenti modi:
| Nominativo | Genitivo | Esempio          |
| ---------- | -------- | ---------------- |
| -al        | -ālis    | animal, animālis |
| -ar        | -āris    | calcar, calcāris |
| -e         | -is      | mare, maris      |

Declinazione di animal, animalis (animale):
| Casi       | Singolare | plurale    |
| ---------- | --------- | ---------- |
| Nominativo | animal    | animalia   |
| Genitivo   | animalis  | animalium  |
| Dativo     | animali   | animalibus |
| Accusativo | animal    | animalia   |
| Vocativo   | animal    | animalia   |
| Ablativo   | animali   | animalibus |

## Particolarità della declinazione

### Il "quarto" gruppo
Alcuni nomi parisillabi maschili e femminili con nominativo in -is hanno accusativo singolare in -im e ablativo in -i.
Secondo alcune grammatiche questi sostantivi fanno parte di una classe a sé.
Si possono inserire in questa classe i sostantivi:
- amussis, -is: il traguardo
- buris, -is: la bure
- ravis, -is: la raucedine
- sitis, -is: la sete
- tussis, -is: la tosse
- vis: la forza attiva, animata; manca del genitivo e dativo singolari[1]

Inoltre appartengono a questa categoria anche i nomi di città e fiume uscenti, al nominativo, in -is, come Neapolis, -is (Napoli), Tiberis, -is (Tevere), Caralis, -is (Cagliari), Arar, Araris (fiume Arar, attuale Saona).
I sostantivi febris (la febbre), puppis (la poppa), turris (la torre), messis (la messe), navis (la nave), classis (la flotta) e securis (la scure) hanno la doppia uscita all'accusativo (-em, -im) e all'ablativo singolare (-e, -i); i nomi ignis (il fuoco), avis (l'uccello), civis (il cittadino), e orbis (il mondo) hanno la doppia uscita solo all'ablativo singolare. Hanno la doppia uscita all'ablativo singolare anche i sostantivi venter (il ventre) e imber (la pioggia).
| Casi       | Singolare | Plurale |
| ---------- | --------- | ------- |
| Nominativo | buris     | bures   |
| Genitivo   | buris     | burium  |
| Dativo     | buri      | buribus |
| Accusativo | burim     | bures   |
| Vocativo   | buris     | bures   |
| Ablativo   | buri      | buribus |

### Particolarità del numero
- Singularia tantum:
  - pietas, ātis: la pietà
  - lac, lactis: latte
  - plebs, plēbis: la plebe
  - proles, is: la prole
  - sanguis, -ĭnis: il sangue
  - senectus, -ūtis: la vecchiaia
  - vesper, -ĕris: il vespero
- Pluralia tantum:
  - nomi di feste:
    - Saturnalia, -ium: (Saturnali)
    - Ambarvalia, -ium
    - Bacchanalia, -ium
    - Lupercalia, -ium
    - Robigalia, -ium
    - Neptunalia, -ium
    - Liberalia, -ium
    - Terminalia, -ium
    - Parilia, -ium
    - Matronalia, -ium
    - Agonalia, -ium
    - Carmentalia, -ium
    - Parentalia, -ium
    - Quirinalia, -ium
    - Feralia, -ium

  - nomi geografici:
    - Alpes, -ium: le Alpi
    - Ciclădes, -ium: le Cicladi
    - Sardes, -ium: Sardi
    - Gades, -ium: Cadice

  - nomi vari:
    - optimātes, -(i)um: i nobili, i senatori
    - maiōres, -um: gli antenati, gli anziani
    - moenĭa, -ium: le mura
    - viscĕra, -um: le viscere
    - penātes, -ium: i Penati
    - Manes, -ium: i Mani
    - Quirītes, -ium: i Quiriti
- Cambiamento di significato fra singolare e plurale
  - aedes, -is (tempio) → aedes, -ium (casa)
  - carcer, -ĕris (carcere) → carcĕres, -um (cancelli)
  - finis, -is (fine) → fines, -ium (confini, territorio)
  - pars, partis (parte) → partes, -ium (partito, parte di un attore)
  - sal, salis (sale) → sales, salium[2] (facezie)
  - sors, sortis (la sorte) → Sortes, -ium (l'oracolo)
  - ops, opis (l'aiuto) → opes, opum (le ricchezze)

### Nomi con declinazione irregolare e particolarità
Questi nomi presentano un tema del genitivo totalmente irregolare rispetto a quello del nominativo, caratterizzati quindi da un "doppio tema":
- caro, carnis (la carne) presenta il tema irregolare carn- in tutto il resto della declinazione poiché deriva dal vocabolo caro, carĭnis (la carena), che un tempo indicava un materiale che componeva qualcosa (in senso figurato la carena è la "carne" della nave);
- femur, femŏris (il femore) che può declinare a partire da un secondo tema femĭn-;
- iecur, iecŏris (il fegato) che accanto alla declinazione regolare presenta più spesso il tema del genitivo iecinŏr-. Il latino conosce anche iocur, iocinĕris;
- iter, itinĕris (il viaggio) forma tutti i casi, tranne quelli retti dal singolare, dal tema itinĕr-: iter, itinĕris, itinĕri ecc.;
- Iuppiter, Iovis (Giove) che è declinato nel seguente modo: Iuppiter, Iovis, Iovi, Iovem, Iuppiter, Iove.

Altri nomi hanno una declinazione che presenta alcune irregolarità, fra cui:
- bos, bovis (il bove): nel singolare è regolare, nel plurale: boves, boum, bubus, boves, boves, bubus;
- iugĕrum, -i (iugero) al singolare segue la seconda declinazione, al plurale la terza (iugera, iugerum, iugeribus, iugera, iugera, iugeribus);
- plebs, plebis (la plebe) presenta un nominativo singolare plebes e un genitivo e dativo singolare plebei di 5ª declinazione;
- requies, requiētis (il riposo) ha anche l'accusativo singolare requiem e l'ablativo singolare requie;
- sus, suis (il suino) si declina regolarmente (sus, suis, sui, suem, sus, sue; sues, suum...); ma nel dativo e nell'ablativo plurale presenta due forme: subus e suibus;
- vas, vasis (il vaso) al singolare segue la terza declinazione al plurale la seconda (vasa, vasorum, vasis, vasa, vasa, vasis);
- vis (la forza attiva) presenta il tema vi- al singolare e vir- al plurale; genitivo e dativo singolari assenti[1]; al plurale può significare "le truppe".
- vicis (posto occupato da uno; luogo; carica; vicenda; successione; scambio; sorte) è un genitivo. Il nominativo manca. Al singolare fa vicem all'accusativo e vice all'ablativo. Al plurale s'incontrano vices al nominativo e accusativo, vicibus al dativo e ablativo. Mancano altre forme. L'ablativo assoluto versā vice significa "inversamente", "viceversa"[3].

Altre particolarità:
- rus, ruris conserva il caso locativo cristallizzato nell'uso di avverbio col termine ruri "in campagna".

### Nomi greci
I nomi di terza declinazione derivanti dal greco mantengono in alcuni casi la desinenza greca; tali desinenze sono usate soprattutto in poesia, ma si trovano esempi anche in prosa. Alcuni nomi si riconoscono greci perché mantengono la "n" al nominativo, al contrario delle parole di origine latina. A volte la desinenza greca e quella latina si alternano nell'uso.
Vanno ricordate:
- genitivo singolare in -os (ad esempio Perseus fa Persĕos/Persĕī; Ancon fa Ancōnos/Ancōnis[5])
- accusativo singolare in -a (ad esempio i nomi di persona Hector, Perseus,  e Agamemnon fanno Hectŏra/Hectŏrem, Persĕa/Persĕum e Agamemnŏna/Agamemnŏnem; crater fa cratēra/cratērem; le città Ancon, Croton ed Amăthus fanno  Ancōna/Ancōnem, Crotōna/Crotōnem e Amathunta/Amathūntem)
- accusativo singolare in -in oppure -yn per i nomi in -is e -ys al nominativo (ad esempio Amphipolis fa Amphipolin/Amphipolim, Tethys fa Tethyn/Tethym)
- accusativo plurale in -as con i nomi di popolo (ad esempio Macedŏnes fa Macedŏnas)

## Sistema considerando i parisillabi e gli imparisillabi

### I tre gruppi
Una prima distinzione invalsa nella didattica (ma scientificamente infondata o meglio poco precisa) è quella fra sostantivi parisillabi e sostantivi imparisillabi: i sostantivi parisillabi sono quei sostantivi che hanno lo stesso numero di sillabe al nominativo singolare e al genitivo singolare (es. collis, collis o mare, maris); i sostantivi imparisillabi sono quei sostantivi che hanno al genitivo singolare almeno una sillaba in più rispetto al nominativo singolare (es. orātor, oratōris; os, ossis; iecur, iecinŏris).

Anche se non basata su criteri scientifici (in linguistica non esiste il concetto di "parisillabo/imparisillabo") e dunque preferibilmente da evitare, questa distinzione viene tradizionalmente considerata comoda per la memorizzazione dei nomi della terza declinazione che, dunque, sarebbero classificati nei seguenti tre gruppi:
- 1º gruppo: è composto da sostantivi imparisillabi maschili, femminili e neutri, con una sola consonante prima dell'uscita del genitivo singolare. Le desinenze tipiche del 1º gruppo sono:
  - –e all'ablativo singolare.
  - –em all'accusativo singolare maschile e femminile.
  - –um al genitivo plurale.
  - –a nei casi diretti del neutro plurale.
- 2º gruppo: è composto da sostantivi parisillabi e da sostantivi imparisillabi con due consonanti davanti alla terminazione del genitivo singolare. Le desinenze caratteristiche del 2º gruppo sono:
  - –e all'ablativo singolare.
  - –em all'accusativo singolare maschile e femminile.
  - –ium al genitivo plurale.
  - –a nei casi retti del neutro plurale.
- 3º gruppo: è composto da sostantivi tutti neutri che al nominativo singolare escono in –al, –ar o –e. Le desinenze tipiche del 3º gruppo sono: 
  - –i all'ablativo singolare.
  - –ium al genitivo plurale.
  - –ia nei casi retti del neutro plurale.

### 1º gruppo e particolarità
Tutti questi sostantivi hanno il tema in consonante e possono avere il nominativo/vocativo singolare uguale al puro tema o sigmatico, ovvero costituito dalla desinenza -s, il cui incontro con la consonante tematica può causare variazioni fonetiche (apofonie o alterazioni della consonante) nel tema stesso, che va quindi ottenuto togliendo la desinenza -is al genitivo singolare.
In generale l'uscita del genitivo si può riassumere nella seguente tabella (che è però piuttosto indicativa: la terza declinazione contiene moltissime particolarità):
| Temi in   | Nominativo    | Genitivo                      | Esempio                              |
| --------- | ------------- | ----------------------------- | ------------------------------------ |
| labiale   | -vocale+bs/ps | -vocale+bis/pis               | plebs, plebis; princeps, principis   |
| gutturale | -vocale+x     | -vocale+cis/gis               | fax, facis; strix, strigis           |
| dentale   | -vocale+s     | -vocale+tis/dis               | civitas, civitātis; pes, pedis       |
|           | -ut           | -ĭtis                         | caput, capĭtis                       |
| nasale    | -vocale+m/n+s | -vocale+m/n+is                | hiems, hiĕmis                        |
|           | -o            | -ōnis/ĭnis                    | regio, regiōnis, homo, homĭnis       |
|           | -en           | -ĭnis                         | crimen, crimĭnis; sanguen, sanguĭnis |
| liquida   | -vocale+l     | -vocale+lis                   | sol, solis                           |
|           | -vocale+r     | -vocale+ris                   | mulier, muliĕris                     |
|           | -ur           | -ŏris                         | robur, robŏris                       |
|           | -er           | -tris (vedi le particolarità) | mater, matris                        |
| sibilante | -us           | -vocale breve+ris             | facinus, facinŏris; pondus, pondĕris |

La declinazione del maschile e del femminile è la seguente:
| Casi       | Singolare | Plurale    |
| ---------- | --------- | ---------- |
| Nominativo | sermo     | sermōnes   |
| Genitivo   | sermōnis  | sermonum   |
| Dativo     | sermoni   | sermonĭbus |
| Accusativo | sermonem  | sermones   |
| Vocativo   | sermo     | sermones   |
| Ablativo   | sermone   | sermonĭbus |

La declinazione dei neutri è la seguente:
| Casi       | Singolare | Plurale   |
| ---------- | --------- | --------- |
| Nominativo | nomen     | nomĭna    |
| Genitivo   | nominis   | nominum   |
| Dativo     | nomini    | nominĭbus |
| Accusativo | nomen     | nomina    |
| Vocativo   | nomen     | nomina    |
| Ablativo   | nomine    | nominĭbus |

Pur essendo parisillabi, seguono la declinazione del primo gruppo i seguenti sostantivi:
1. accipĭter, -tris, m., "lo sparviero";
2. canis, -is, m. e f., "il cane", "la cagna";
3. frater, fratris, m., "il fratello";
4. iuvĕnis, -is, m., "il giovane";
5. mater, matris, f., "la madre";
6. panis, -is, m., "il pane";
7. pater, -tris, m., "il padre";
8. sedes, -is, f., "la sede";
9. senex, senis, m., "il vecchio";
10. vates, vatis, m., "il vate".

Anche due sostantivi imparisillabi la cui uscita -is del genitivo singolare è preceduta da due consonanti appartengono a questo gruppo. Essi sono:
1. gigas, gigantis, m., "il gigante" (questo nome presenta il genitivo plurale sia in -um che in -ĭum);
2. parens, parentis, m. e f., "il genitore" e "la genitrice".

#### Particolarità
Nei temi in liquida, un piccolo gruppo terminante in -er di questi sostantivi è soggetto all'apofonia di grado zero, costituita da un affievolirsi della e tale da farla scomparire dal tema negli altri casi della flessione, facendo apparire il termine parisillabo (ciò accade ad esempio in frater, fratris). Un piccolo gruppo di nomi imparisillabi non monosillabici terminante -ur in seguito al mantenimento dell'accento nella stessa sillaba del nominativo, hanno comportato un affievolirsi della -uris del genitivo chiudendosi in ŏris (es. robur, robŏris).
Appartengono a questo gruppo solo sostantivi, con tema in sibilante, imparisillabi, alcuni dei quali, però, appaiono parisillabi per il fenomeno fonetico dell'alternanza vocalica (o apofonia), ovvero la variazione nel corso della flessione del timbro e/o della quantità della vocale che precede la desinenza.

### 2º gruppo e particolarità
A questo gruppo il nominativo esce generalmente in questi modi:
| Nominativo     | Genitivo        | Esempio                          |
| -------------- | --------------- | -------------------------------- |
| -is            | -is             | hostis, hostis                   |
| -es            | -is             | caedes, caedis                   |
| -rs            | -rtis           | ars, artis                       |
| -nx            | -ncis/ngis      | lynx, lyncis, phalanx, phalangis |
| -ns            | -ntis           | mons, montis                     |
| -consonante+bs | -consonante+bis | urbs, urbis                      |

Al secondo gruppo appartengono nomi il cui genitivo ha lo stesso numero di sillabe del nominativo (parisillabi), oppure il genitivo ha due consonanti prima di -is; i nomi di questo secondo gruppo erano in realtà parisillabi, ma sono diventati imparisillabi (falsi parisillabi) per la caduta di alcune lettere o la loro modificazione (lac(tis), lactis; urb(i)s, urbis; os(sis), ossis; mons(tis), montis).
Appartengono anche molti altri nomi la cui caduta non è regolata da regole (lac, lactis; os, ossis; mel, mellis...)
I nomi maschili e femminili appartenenti al 2º gruppo si declinano come urbs, urbis (la città), mentre quelli neutri come os, ossis (l'osso)
| Casi       | Singolare | plurale |
| ---------- | --------- | ------- |
| Nominativo | urbs      | urbes   |
| Genitivo   | urbis     | urbium  |
| Dativo     | urbi      | urbibus |
| Accusativo | urbem     | urbes   |
| Vocativo   | urbs      | urbes   |
| Ablativo   | urbe      | urbibus |

declinazione di urbs, urbis
| Casi       | Singolare | plurale |
| ---------- | --------- | ------- |
| Nominativo | os        | ossa    |
| Genitivo   | ossis     | ossium  |
| Dativo     | ossi      | ossibus |
| Accusativo | os        | ossa    |
| Vocativo   | os        | ossa    |
| Ablativo   | osse      | ossibus |

declinazione di os, ossis
Pur essendo imparisillabi con una sola consonante prima della desinenza, i seguenti sostantivi si declinano seguendo il modello del 2º gruppo:

Gli imparisillabi:
- cos, cotis: la mola
- dos, dotis: la dote
- faux, faucis: la fauce
- fraus, fraudis: la frode
- glis, gliris: il ghiro
- ius, iuris: il diritto
- lis, litis: la lite
- mas, maris: il maschio
- mus, muris: il topo
- nix, nivis: la neve

Alcuni nomi di popolo in -as, atis o in -is, itis, come ad esempio:
- Arpinàs, -ātis: arpinate
- Samnìs, -ītis: sannita
- Quirìs, -ītis: quirite

La caduta finale in questi imparisillabi è la causa per cui l'accento cada sull'ultima sillaba, cosa rara in latino (Samnì(ti)s, Samnìtis).
Inoltre Optimātes e Penātes possono fare, al genitivo plurale, sia optimatium che optimatum, sia penatium che penatum.

### 3º gruppo
I nomi appartenenti al 3º gruppo sono tutti neutri. Il nominativo può uscire nei seguenti modi:
| Nominativo | Genitivo | Esempio          |
| ---------- | -------- | ---------------- |
| -al        | -ālis    | animal, animālis |
| -ar        | -āris    | calcar, calcāris |
| -e         | -is      | mare, maris      |

Declinazione di animal, animalis (animale):
| Casi       | Singolare | plurale    |
| ---------- | --------- | ---------- |
| Nominativo | animal    | animalia   |
| Genitivo   | animalis  | animalium  |
| Dativo     | animali   | animalibus |
| Accusativo | animal    | animalia   |
| Vocativo   | animal    | animalia   |
| Ablativo   | animali   | animalibus |